# William Christopher Krauss

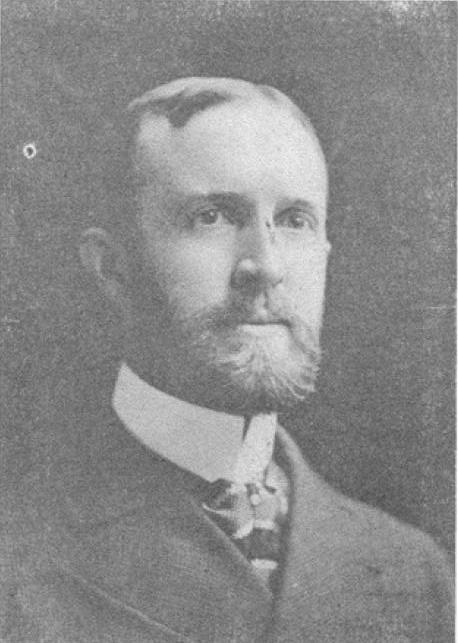
William Christopher Krauss

William Christopher Krauss (ur. 15 października 1863 w Attice, zm. 22 września 1909 w Nowym Jorku) – amerykański lekarz neurolog.

## Życiorys
Uczył się w Attica Union School i studiował na Cornell University w latach 1880-1884, ukończył uczelnię z tytułem B.S. Tytuł M.D. otrzymał w Bellevue Hospital Medical College w 1886. Następnie przez trzy lata studiował w Europie, m.in. na Uniwersytecie Fryderyka Wilhelma w Berlinie, w Monachium i w Paryżu.
W 1889 otrzymał katedrę patologii (a potem chorób nerwowych) na wydziale medycznym Niagara University.
Sekretarz i przewodniczący American Microscopy Society, członek i przewodniczący (1898) Medical Association of Central New York, członek American Neurological Association, sekretarz Buffalo Obstetrical Society, przewodniczący Erie County Medical Society (1904), członek Royal Microscopical Society of London. Jeden z założycieli Buffalo Academy of Medicine. Członek komitetów redakcyjnych Neurologisches Centralblatt, Journal of Nervous and Mental Disease i Buffalo Medical Journal.
W 1890 ożenił się z Clarą Krieger (lub Kreiger) z Salamanki. Mieli trójkę dzieci: Magdalenę, Almę i Williama. Pochowany jest na Forest Hill Cemetery w rodzinnej Attice.

## Dorobek naukowy
W 1907 przetłumaczył na angielski podręcznik psychiatrii Emanuela Mendla. Wprowadził też do neurologii wymyślony przez siebie młotek neurologiczny. Przyrząd został wyprodukowany przez G. Tiemann Company w Nowym Jorku i zaprezentowany na 20. spotkaniu American Neurological Association w 1894 roku.
Na krótko przed śmiercią ukończył tekst monografii o guzach rdzenia.

## Prace
- On the Nervous System of the Head of the Larva of Corydalus Cornutus Linn[8]. (1884)
- An instrument for measuring the strength of the limbs – pedo-dynamometer. Journal of Nerv Ment Disease, 20, 689–91 (1893)
- A neurologist’s percussion hammer. Journal of Nerv Ment Disease, 21, 688 (1894)